# Woodford (Carolina del Sud)
Woodford és una població del Comtat d'Orangeburg (Carolina del Sud) als Estats Units d'Amèrica. Segons el cens del 2000 tenia 196 habitants.

## Demografia
Segons el cens del 2000, Woodford tenia 196 habitants, 81 habitatges i 54 famílies. La densitat de població era de 95,8 habitants/km².
Dels 81 habitatges en un 23,5% hi vivien nens de menys de 18 anys, en un 48,1% hi vivien parelles casades, en un 13,6% dones solteres, i en un 32,1% no eren unitats familiars. En el 30,9% dels habitatges hi vivien persones soles el 19,8% de les quals corresponia a persones de 65 anys o més que vivien soles. El nombre mitjà de persones vivint en cada habitatge era de 2,42 i el nombre mitjà de persones que vivien en cada família era de 3.
Per edats la població es repartia de la següent manera: un 22,4% tenia menys de 18 anys, un 7,7% entre 18 i 24, un 26% entre 25 i 44, un 25,5% de 45 a 60 i un 18,4% 65 anys o més.
L'edat mediana era de 41 anys. Per cada 100 dones de 18 o més anys hi havia 76,7 homes.
La renda mediana per habitatge era de 24.792$ i la renda mediana per família de 36.875$. Els homes tenien una renda mediana de 26.667$ mentre que les dones 19.375$. La renda per capita de la població era de 12.158$. Entorn del 14,3% de les famílies i el 12,4% de la població estaven per davall del llindar de pobresa.

## Poblacions més properes
El següent diagrama mostra les poblacions més properes.